# Test F1 2023
Questa voce raccoglie un approfondimento sui test effettuati nell'ambito del campionato 2023 di Formula 1.

## Calendario
Per la stagione 2023 di Formula 1 è prevista una sola sessione di test invernali spalmata su tre giorni, da svolgersi dal 23 al 25 febbraio al Bahrain International Circuit, sede della prima tappa stagionale, due settimane prima dell'inizio del campionato. A differenza della stagione 2022, in cui sono state disputate due sessioni di test, sempre della durata di tre giorni l'una, la prima sul circuito di Catalogna e la seconda sempre al Bahrain International Circuit, in questo campionato è prevista una sola sessione.
I team tornano ad avere a disposizione una sola sessione, come accaduto l'ultima volta nei test del 2021, i quali furono ridotti ad un'unica sessione, comunque della durata di tre giorni, a causa delle problematiche legate alla pandemia di COVID-19.
I test pre-stagionali in Bahrein sono sponsorizzati, come nel 2021 e nel 2022, da Aramco.

### Bahrein, (febbraio 2023)
- Manama, Bahrain International Circuit, 23-25 febbraio 2023.

## Test del Bahrein

### Formazione piloti[3]
La scuderia britannica Aston Martin non schiera il pilota canadese Lance Stroll in quanto quest'ultimo è costretto a saltare i test per colpa di un infortunio durante un allenamento. Al suo posto viene schierato il terzo pilota del team, il brasiliano Felipe Drugovich.
| Team            | 23 febbraio      | 24 febbraio      | 25 febbraio      |
| --------------- | ---------------- | ---------------- | ---------------- |
| Red Bull Racing | Max Verstappen   | Sergio Pérez     | Sergio Pérez     |
| Red Bull Racing | Max Verstappen   | Max Verstappen   | Sergio Pérez     |
| Ferrari         | Carlos Sainz Jr. | Carlos Sainz Jr. | Charles Leclerc  |
| Ferrari         | Charles Leclerc  | Charles Leclerc  | Carlos Sainz Jr. |
| Mercedes        | George Russell   | Lewis Hamilton   | George Russell   |
| Mercedes        | Lewis Hamilton   | George Russell   | Lewis Hamilton   |
| Alpine          | Pierre Gasly     | Esteban Ocon     | Pierre Gasly     |
| Alpine          | Esteban Ocon     | Pierre Gasly     | Esteban Ocon     |
| McLaren         | Oscar Piastri    | Lando Norris     | Oscar Piastri    |
| McLaren         | Lando Norris     | Oscar Piastri    | Lando Norris     |
| Alfa Romeo      | Zhou Guanyu      | Zhou Guanyu      | Valtteri Bottas  |
| Alfa Romeo      | Valtteri Bottas  | Zhou Guanyu      | Valtteri Bottas  |
| Aston Martin    | Felipe Drugovich | Fernando Alonso  | Felipe Drugovich |
| Aston Martin    | Fernando Alonso  | Fernando Alonso  | Fernando Alonso  |
| Haas            | Nico Hülkenberg  | Kevin Magnussen  | Nico Hülkenberg  |
| Haas            | Kevin Magnussen  | Nico Hülkenberg  | Kevin Magnussen  |
| AlphaTauri      | Yuki Tsunoda     | Yuki Tsunoda     | Nyck de Vries    |
| AlphaTauri      | Nyck de Vries    | Nyck de Vries    | Yuki Tsunoda     |
| Williams        | Alexander Albon  | Logan Sargeant   | Alexander Albon  |
| Williams        | Logan Sargeant   | Logan Sargeant   | Alexander Albon  |

### Resoconto prima giornata
- Meteo: Sereno

#### Risultati[6]
| 1  | Max Verstappen   | 1  | Red Bull Racing-Honda RBPT   | 1'32"837 |        | 157 | Medie C3   | Medie C3   | Medie C3   |
| 2  | Fernando Alonso  | 14 | Aston Martin Aramco-Mercedes | 1'32"866 | +0"029 | 60  | Medie C3   | Medie C3   | Medie C3   |
| 3  | Carlos Sainz Jr. | 55 | Ferrari                      | 1'33"253 | +0"416 | 72  | Medie C3   | Medie C3   | Medie C3   |
| 4  | Charles Leclerc  | 16 | Ferrari                      | 1'33"267 | +0"430 | 64  | Medie C3   | Medie C3   | Medie C3   |
| 5  | Lando Norris     | 4  | McLaren-Mercedes             | 1'33"462 | +0"625 | 40  | Medie C3   | Medie C3   | Medie C3   |
| 6  | Lewis Hamilton   | 44 | Mercedes                     | 1'33"508 | +0"671 | 83  | Medie C3   | Medie C3   | Medie C3   |
| 7  | Alexander Albon  | 23 | Williams-Mercedes            | 1'33"671 | +0"834 | 74  | Morbide C4 | Morbide C4 | Morbide C4 |
| 8  | Zhou Guanyu      | 24 | Alfa Romeo-Ferrari           | 1'33"723 | +0"886 | 67  | Medie C3   | Medie C3   | Medie C3   |
| 9  | George Russell   | 63 | Mercedes                     | 1'34"174 | +1"337 | 69  | Medie C3   | Medie C3   | Medie C3   |
| 10 | Logan Sargeant   | 2  | Williams-Mercedes            | 1'34"324 | +1"487 | 75  | Medie C3   | Medie C3   | Medie C3   |
| 11 | Nico Hülkenberg  | 27 | Haas-Ferrari                 | 1'34"424 | +1"587 | 51  | Medie C3   | Medie C3   | Medie C3   |
| 12 | Valtteri Bottas  | 77 | Alfa Romeo-Ferrari           | 1'34"558 | +1"721 | 71  | Medie C3   | Medie C3   | Medie C3   |
| 13 | Nyck de Vries    | 21 | AlphaTauri-Honda RBPT        | 1'34"559 | +1"722 | 85  | Prototipo  | Prototipo  | Prototipo  |
| 14 | Felipe Drugovich | 34 | Aston Martin Aramco-Mercedes | 1'34"564 | +1"727 | 40  | Medie C3   | Medie C3   | Medie C3   |
| 15 | Yuki Tsunoda     | 22 | AlphaTauri-Honda RBPT        | 1'34"671 | +1"834 | 46  | Medie C3   | Medie C3   | Medie C3   |
| 16 | Pierre Gasly     | 10 | Alpine-Renault               | 1'34"822 | +1"985 | 60  | Dure C2    | Dure C2    | Dure C2    |
| 17 | Esteban Ocon     | 31 | Alpine-Renault               | 1'34"871 | +2"034 | 53  | Dure C2    | Dure C2    | Dure C2    |
| 18 | Oscar Piastri    | 81 | McLaren-Mercedes             | 1'34"888 | +2"051 | 52  | Medie C3   | Medie C3   | Medie C3   |
| 19 | Kevin Magnussen  | 20 | Haas-Ferrari                 | 1'35"087 | +2"250 | 57  | Medie C3   | Medie C3   | Medie C3   |

### Resoconto seconda giornata
- Meteo: Sereno

#### Risultati[7]
| 1  | Zhou Guanyu      | 24 | Alfa Romeo-Ferrari           | 1'31"610 |        | 133 | Morbide C5 | Morbide C5 | Morbide C5 |
| 2  | Max Verstappen   | 1  | Red Bull Racing-Honda RBPT   | 1'31"650 | +0"040 | 47  | Medie C3   | Medie C3   | Medie C3   |
| 3  | Fernando Alonso  | 14 | Aston Martin Aramco-Mercedes | 1'32"205 | +0"595 | 130 | Medie C3   | Medie C3   | Medie C3   |
| 4  | Nyck de Vries    | 21 | AlphaTauri-Honda RBPT        | 1'32"222 | +0"612 | 74  | Morbide C4 | Morbide C4 | Morbide C4 |
| 5  | Nico Hülkenberg  | 27 | Haas-Ferrari                 | 1'32"466 | +0"856 | 68  | Morbide C4 | Morbide C4 | Morbide C4 |
| 6  | Carlos Sainz Jr. | 55 | Ferrari                      | 1'32"486 | +0"876 | 70  | Medie C3   | Medie C3   | Medie C3   |
| 7  | Logan Sargeant   | 2  | Williams-Mercedes            | 1'32"549 | +0"939 | 154 | Morbide C5 | Morbide C5 | Morbide C5 |
| 8  | Charles Leclerc  | 16 | Ferrari                      | 1'32"725 | +1"115 | 68  | Medie C3   | Medie C3   | Medie C3   |
| 9  | Oscar Piastri    | 81 | McLaren-Mercedes             | 1'33"175 | +1"565 | 74  | Medie C3   | Medie C3   | Medie C3   |
| 10 | Pierre Gasly     | 10 | Alpine-Renault               | 1'33"186 | +1"576 | 59  | Medie C3   | Medie C3   | Medie C3   |
| 11 | Kevin Magnussen  | 20 | Haas-Ferrari                 | 1'33"442 | +1"832 | 67  | Medie C3   | Medie C3   | Medie C3   |
| 12 | Esteban Ocon     | 31 | Alpine-Renault               | 1'33"490 | +1"880 | 49  | Medie C3   | Medie C3   | Medie C3   |
| 13 | George Russell   | 63 | Mercedes                     | 1'33"654 | +2"044 | 26  | Medie C3   | Medie C3   | Medie C3   |
| 14 | Sergio Pérez     | 11 | Red Bull Racing-Honda RBPT   | 1'33"751 | +2"141 | 76  | Prototipo  | Prototipo  | Prototipo  |
| 15 | Lewis Hamilton   | 44 | Mercedes                     | 1'33"954 | +2"344 | 72  | Medie C3   | Medie C3   | Medie C3   |
| 16 | Lando Norris     | 4  | McLaren-Mercedes             | 1'35"522 | +3"912 | 65  | Medie C2   | Medie C2   | Medie C2   |
| 17 | Yuki Tsunoda     | 22 | AlphaTauri-Honda RBPT        | 1'35"708 | +4"098 | 85  | Medie C2   | Medie C2   | Medie C2   |

### Resoconto terza giornata
- Meteo: Sereno

#### Risultati[8]
| 1  | Sergio Pérez     | 11 | Red Bull Racing-Honda RBPT   | 1'30"305 |        | 132 | Morbide C4 | Morbide C4 | Morbide C4 |
| 2  | Lewis Hamilton   | 44 | Mercedes                     | 1'30"665 | +0"359 | 64  | Morbide C5 | Morbide C5 | Morbide C5 |
| 3  | Valtteri Bottas  | 77 | Alfa Romeo-Ferrari           | 1'30"827 | +0"522 | 130 | Morbide C5 | Morbide C5 | Morbide C5 |
| 4  | Charles Leclerc  | 16 | Ferrari                      | 1'31"024 | +0"719 | 67  | Morbide C4 | Morbide C4 | Morbide C4 |
| 5  | Carlos Sainz Jr. | 55 | Ferrari                      | 1'31"036 | +0"731 | 76  | Morbide C4 | Morbide C4 | Morbide C4 |
| 6  | Yuki Tsunoda     | 22 | AlphaTauri-Honda RBPT        | 1'31"261 | +0"956 | 79  | Morbide C4 | Morbide C4 | Morbide C4 |
| 7  | Kevin Magnussen  | 20 | Haas-Ferrari                 | 1'31"381 | +1"076 | 95  | Morbide C4 | Morbide C4 | Morbide C4 |
| 8  | George Russell   | 63 | Mercedes                     | 1'31"442 | +1"137 | 83  | Morbide C5 | Morbide C5 | Morbide C5 |
| 9  | Fernando Alonso  | 14 | Aston Martin Aramco-Mercedes | 1'31"450 | +1"145 | 79  | Morbide C4 | Morbide C4 | Morbide C4 |
| 10 | Felipe Drugovich | 34 | Aston Martin Aramco-Mercedes | 1'32"075 | +1"770 | 77  | Morbide C4 | Morbide C4 | Morbide C4 |
| 11 | Lando Norris     | 4  | McLaren-Mercedes             | 1'32"160 | +1"855 | 36  | Medie C3   | Medie C3   | Medie C3   |
| 12 | Pierre Gasly     | 10 | Alpine-Renault               | 1'32"762 | +2"457 | 56  | Medie C3   | Medie C3   | Medie C3   |
| 13 | Alexander Albon  | 23 | Williams-Mercedes            | 1'32"793 | +2"488 | 136 | Morbide C5 | Morbide C5 | Morbide C5 |
| 14 | Esteban Ocon     | 31 | Alpine-Renault               | 1'33"257 | +2"952 | 76  | Medie C3   | Medie C3   | Medie C3   |
| 15 | Nico Hülkenberg  | 27 | Haas-Ferrari                 | 1'33"329 | +3"024 | 77  | Medie C3   | Medie C3   | Medie C3   |
| 16 | Oscar Piastri    | 81 | McLaren-Mercedes             | 1'33"655 | +3"350 | 44  | Medie C3   | Medie C3   | Medie C3   |
| 17 | Nyck de Vries    | 21 | AlphaTauri-Honda RBPT        | 1'38"244 | +7"939 | 87  | Medie C3   | Medie C3   | Medie C3   |